# Kartuli nagazi
Kartuli nagazi är en hundras från Georgien. Den är en boskapsvaktande herdehund som erkändes nationellt av den georgiska kennelklubben Fédération Cynologique de Géorgie (FCG) år 2000.